# Sada Jacobson
Pour les articles homonymes, voir Jacobson.
Sada Jacobson, née le 14 février 1983 à Rochester dans le Minnesota, est une escrimeuse américaine, pratiquant le sabre.
Filleule d'un ancien sabreur qui a fait partie de l'équipe américaine en 1974, elle pratique la discipline du sabre dont l'une de ses adversaires, mais également partenaire d'entraînement est sa propre sœur Emily.
En 2003, elle devient la première femme américaine, deuxième hommes et femmes réunis, à devenir numéro un mondial. Cela la place comme favorite des Jeux olympiques 2004 d'Athènes où elle remporte la médaille de bronze.
Lors des mondiaux 2006 de Turin, elle fait partie de la sélection américaine qui obtient trois médailles en individuel avec le titre de Rebecca Ward et la médaille d'argent de Mariel Zagunis. Mais elles échouent dans la conquête du titre par équipes, vaincu par l'équipe de France.

## Palmarès
- Jeux olympiques d'été
  -  Médaille d'argent lors des Jeux olympiques 2008 de Pékin
  -  Médaille de bronze lors des Jeux olympiques 2004 d'Athènes
  -  Médaille de bronze par équipes lors des Jeux olympiques 2008 de Pékin.

- Championnats du monde d'escrime
  -  Médaille d'argent par équipe lors des Championnats du monde d'escrime 2006 à Turin
  -  Médaille de bronze lors des Championnats du monde d'escrime 2006 à Turin
  - Championne du monde junior en 2004